# The Dark Sides
The Dark Sides je kompilacijski EP danskog heavy metal-sastava King Diamond. Diskografska kuća Roadrunner Records objavila ga je 1. studenoga 1988.

## Popis pjesama
| 1. | »Halloween«                       | 4:14 |
| 2. | »"Them"« (instrumentalna skladba) | 1:58 |
| 3. | »No Presents for Christmas«       | 4:21 |

| Strana B | Strana B     | Strana B | Strana B | Strana B | Strana B | Strana B | Strana B | Strana B | Strana B |
| Br.      | Skladba      | Trajanje |          |          |          |          |          |          |          |
| -------- | ------------ | -------- | -------- | -------- | -------- | -------- | -------- | -------- | -------- |
| 4.       | »Shrine«     | 4:23     |          |          |          |          |          |          |          |
| 5.       | »The Lake«   | 4:13     |          |          |          |          |          |          |          |
| 6.       | »Phone Call« | 1:38     |          |          |          |          |          |          |          |
| 20:47    |              |          |          |          |          |          |          |          |          |

## Zasluge
King Diamond
- Andy LaRocque – gitara
- King Diamond – vokal, produkcija
- Timi Hansen – bas-gitara (pjesama 1., 3. – 5.)
- Mikkey Dee – bubnjevi
- Michael Denner – gitara (pjesama 1., 3. – 5.)
- Pete Blakk – gitara (na pjesmi ""Them"")
- Hal Patino – bas-gitara (na pjesmi ""Them"")

Ostalo osoblje
- Roberto Falcao – produkcija
- Neebulex – dizajn